# シク教

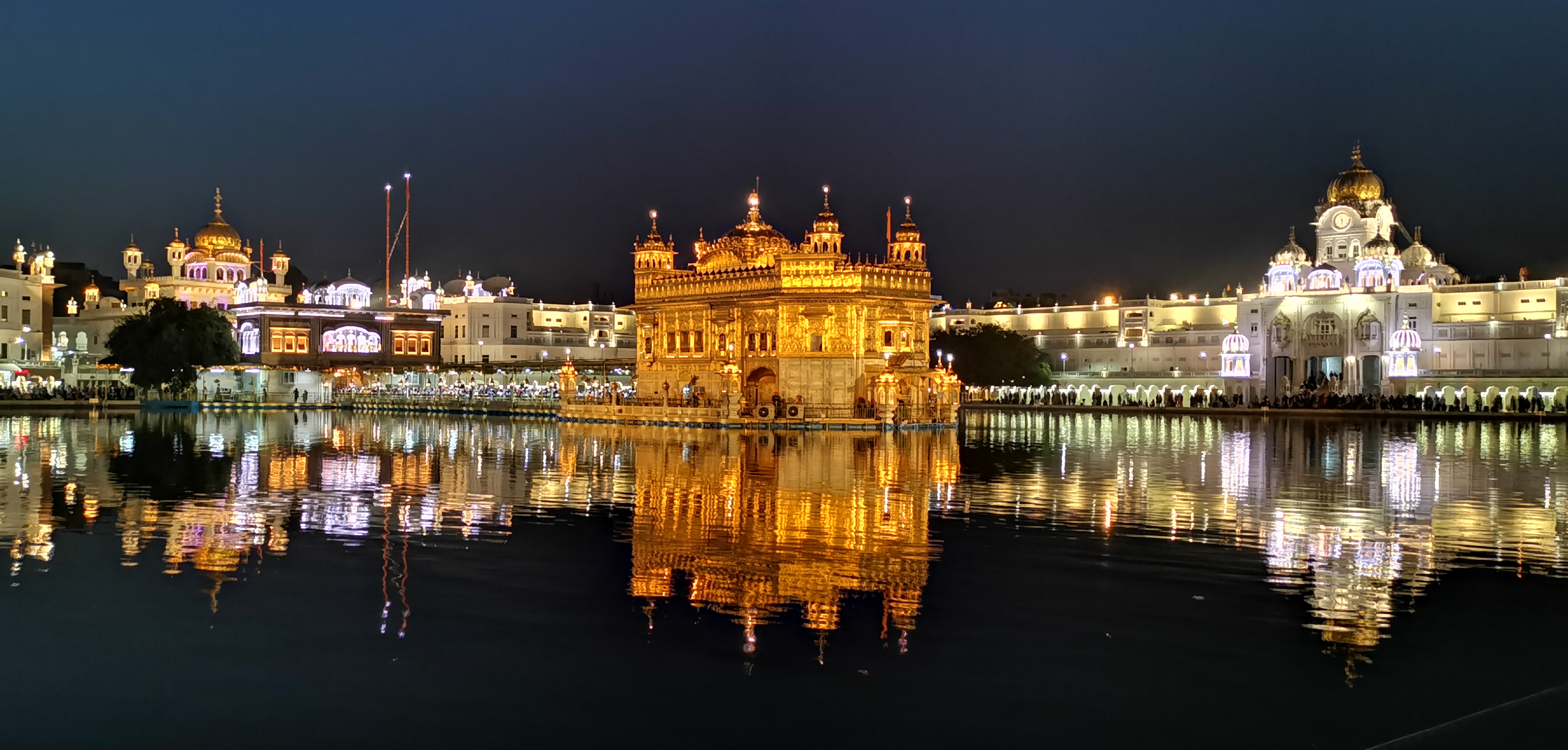
アムリトサルの黄金寺院

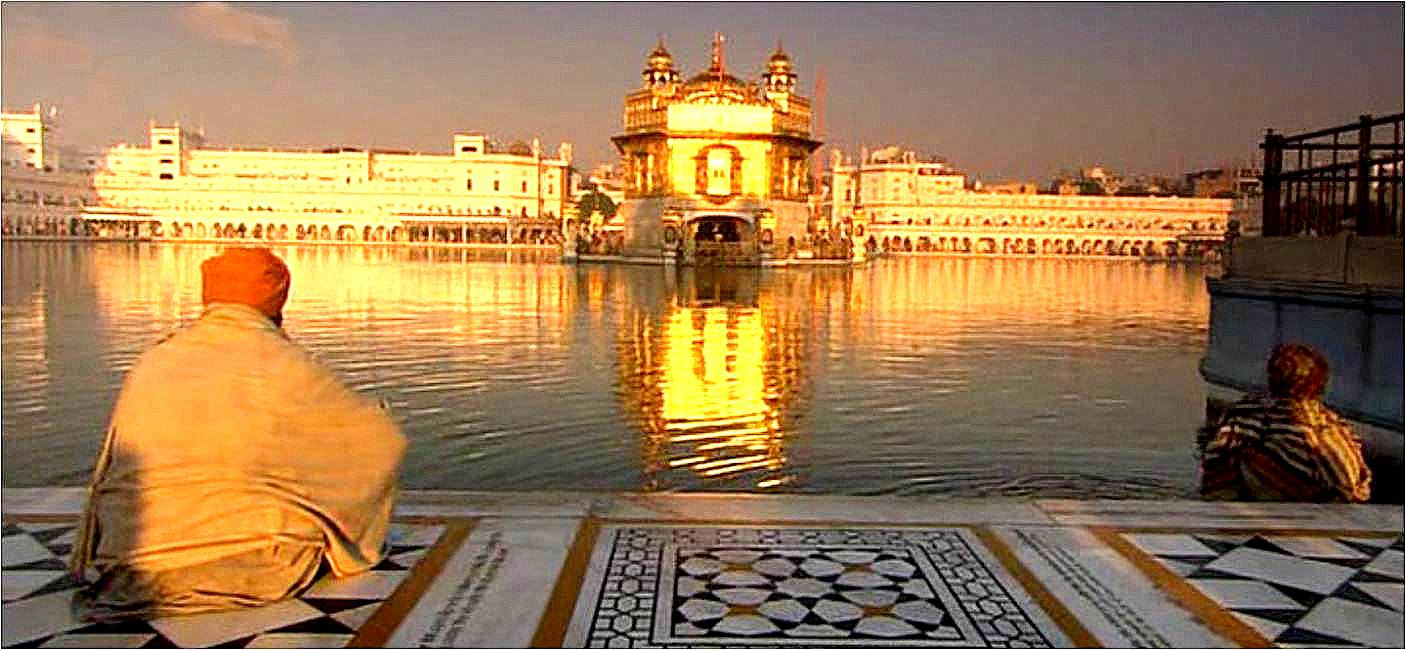
アムリトサルの黄金寺院とシク教徒

シク教（シクきょう、パンジャーブ語: ਸਿੱਖੀ Sikkhī, スィキー）は、15世紀末にグル・ナーナクがインドで始めた宗教。スィク教、スィック教、あるいはシーク教とも呼ぶ。

スィクはサンスクリット語の「シクシャー」に由来する語で、弟子を意味する。それにより教徒達はグル・ナーナクの弟子であることを表明している 。同じく、グルとは導師または聖者という意味である。
総本山はインドのパンジャーブ州のアムリトサルに所在するハリマンディル（ゴールデン・テンプル、黄金寺院）。寺院の周辺には大理石の板が敷き詰められていて寄進者の名前が刻印されている。経典は『グル・グラント・サーヒブ』と呼ばれる1,430ページの書物であり、英語に翻訳され、インターネットでも公開されている。

『グル・グラント・サーヒブ』の“グル”、“グラント”、“サーヒブ”という言葉は、それぞれ“師匠”、“書物”、“様”を意味している。シク教団第10祖グル・ゴービンド・シングには4人の息子がいたが、ムガル帝国との戦いで殺されて子孫がいなくなり、彼の遺言で経典『グラント・サーヒブ』をグルにするようにと言ったのでこの名になった。
信者の数は、キリスト教、イスラム教、ヒンドゥー教、仏教に次いで世界で5番目に多く、約2,400万人である。印僑として欧米諸国や東南アジアで暮らすシク教徒も多い。少数だが、日本にもコミュニティが存在する。

## 教義
シク教の教義は宗教家であるグル・ナーナクによる『グル・グラント・サーヒブ』のほかそのなかに含まれる『ジャブジー』『アーサー・ディー・ヴァール』などの詩歌によって伝えられており、敬虔な教徒は毎日これらを朗踊する。グル・ナーナクはその作品を通じて、真の宗教は儀式や形式といった表面的なものへの執着を超えたところにあるとし、「イク・オンアカール (ik onakar)」（神は一つである）というメッセージを繰り返すことで神の不可分性を説いている。
神には色々な呼び名があり、それぞれの宗教によって表現のされ方の違いはあるが諸宗教の本質は一つであるとし、教義の上では他宗教を排除することはない。イスラム教のようなジハード（努力）も説いていない。但し、他宗教への批判を全くしないのではなく、ナーナクは、ヒンドゥー・イスラム両教の形骸化、形式、儀式、慣行、苦行は批判をしている。その一方で、「聖典に帰れ」と主張しており、宗教家・聖書解釈家によってつくられた二次宗教から離脱し、本来の教えに立ち帰るべきだとの信念を持っている。
シク教徒は常に神の本質および存在（ナーム）を思い起こし、家庭生活に結びつけることを要求される。儀式、偶像崇拝、苦行、ヨーガ（ハタ・ヨーガの意味）、カースト、出家、迷信を否定し、世俗の職業に就いてそれに真摯に励むことを重んじる。戒律は開祖の時はなかったが、第10代グル・ゴーヴィンド・シングによってタバコ・アルコール飲料・麻薬が禁止された。肉食は本人の自由に任されている。寺院での食事は菜食主義者に敬意を表して肉は供されない。
シク教の最終目標は、輪廻転生による再生を繰り返した末に、神と合一するムクティである。ムクティに至れるかどうかは他人への奉仕とグルの恩寵にかかっており、ムクティと個人の性やカーストは無関係とされている。人の一生を精神の超越への行程と考えるヒンドゥー教に対し、自分の事ばかり考える人間は5つの煩悩（傲慢、欲望、貪欲、憤怒、執着）に負けてしまうため、真のシク教徒は一生を常にグルに向け、神を真実の師（サット・グル）として仰ぐ。
教祖ナーナクが他宗教の影響をどれだけ受けたかという問題は、現在に至るまで議論が続いている。ナーナクはヒンドゥー教と同様に輪廻転生を肯定しているが、カーストは完全否定している。これにはイスラームの影響もあると考えられている。この見解には宗教改革者カビールやラヴィダースの影響と、北インドのイスラーム神秘主義であるスーフィズムの影響が考えられる。カビールの生没年ははっきりしていないが、1440年誕生1518年死亡説をとるなら、カビールおよびナーナクの両人の接触はあったとも考えられる。
思想の系譜としては、初めにラーマーヌジャがいて、その孫弟子にラーマーナンダが、その弟子にカビールがおり、その影響を受けたのがグル・ナーナクということになる。

## 宗派
特に重要な宗派として、以下の4つが挙げられている。
ニランカーリー (Nirankari)
19世紀に起きた宗教改革運動に起源を有する。運動を始めたダヤル・ダースは、瞑想の重要性を説き、パンジャブ地方北西部で勢力を拡大した。他のシク教徒と異なり、カールサーを支持しない。シク教の経典に基づいた、誕生や結婚、死にまつわる儀式の標準化に大きな貢献をした。

アカンド・キールタニ・ジャタ (Akhand Kirtani Jatha)
20世紀の初めに現れた。「ケスキ」という小さなターバンをかぶっている。「キールタン」（讃美歌のようなもの）に重きを置いている。
ナームダーリー (Namdhari)
19世紀に誕生した厳格な宗派で、神の名を繰り返し唱えること以外のいかなる宗教儀式も行わない。頭にターバンを巻くという特徴的なスタイルを導入した。また、カールサーのメンバーとしてのアイデンティティーを強調している。他の宗派の人間とは結婚しない。
3HO (Healthy, Happy, Holy Organization)
1971年にアメリカで設立。女性にもターバンの着用を義務付けている。信者の大半は白人のアメリカ人で、瞑想とクンダリニー・ヨーガを重視している。クンダリニー・ヨーガはヒンドゥー教のものであり、シク教の教義にはない。異端と見る者もいる。

## 教徒
| 州                           | シク教 | ヒンドゥー教 | イスラム教 |
| ---------------------------- | ------ | ------------ | ---------- |
| パンジャーブ州               | 58%    | 38.5%        | 1.9%       |
| チャンディーガル             | 13.1%  | 80.8%        | 4.9%       |
| ハリヤーナー州               | 4.9%   | 87.6%        | 7.0%       |
| デリー                       | 3.4%   | 80.7%        | 12.9%      |
| ウッタラーカンド州           | 2.3%   | 83.0%        | 14.0%      |
| ジャンムー・カシミール州     | 1.9%   | 28.4%        | 68.3%      |
| ラージャスターン州           | 1.3%   | 88.5%        | 9.1%       |
| ヒマーチャル・プラデーシュ州 | 1.2%   | 95.2%        | 2.2%       |

| 国                           | シク教徒数     | 国内の割合% | シク教徒に占める割合% |
| ---------------------------- | -------------- | ----------- | --------------------- |
| アフガニスタン               | 3,000          | 0.01%       | 0.01%                 |
| オーストラリア               | 125,904        | 0.54%       | 0.52%                 |
| オーストリア                 | 2,794          | 0.03%       | 0.01%                 |
| バングラデシュ               | 23,000         | 0.01%       | 0.01%                 |
| ベルギー                     | 10,000         | 0.09%       | 0.04%                 |
| カナダ                       | 468,670        | 1.40%       | 1.96%                 |
| 中国                         | 7,500          | <0.01%      | 0.03%                 |
| デンマーク                   | 2,000          | 0.04%       | <0.01%                |
| フィジー                     | 2,577          | 0.3%        | 0.01%                 |
| フランス                     | 10,000         | 0.02%       | 0.04%                 |
| ドイツ                       | 10,000–20,000  | 0.03%       | 0.05%-0.17%           |
| ギリシャ                     | 20,000         | 0.1%        | 0.07%                 |
| アイスランド                 | 100            | 0.03%       | <0.01%                |
| インド                       | 22,700,000     | 1.72%       | 90.2%                 |
| インドネシア                 | 15,000         | <0.01%      | <0.01%                |
| イラン                       | 60 families    | <0.01%      | <0.01%                |
| アイルランド                 | 1,200          | 0.03%       | <0.01%                |
| イタリア                     | 70,000         | 0.11%       | 0.29%                 |
| 日本                         | 2,000          | <0.01%      | <0.01%                |
| カザフスタン                 | 800            | <0.01%      | <0.01%                |
| ケニア、ウガンダ、タンザニア | 50,000-100,000 | 0.64%       | 0.21%-0.42%           |
| クウェート                   | 20,000         | 0.64%       | 0.08%                 |
| レバノン                     | 3,000          | 0.07%       | 0.01%                 |
| マラウイ                     | 3,000          | 0.02%       | 0.01%                 |
| マレーシア                   | 100,000        | 0.37%       | 0.42%                 |
| モーリシャス                 | 37,700         | 0.3%        | 0.16%                 |
| メキシコ                     | 8,000          | <0.01%      | 0.03%                 |
| ネパール                     | 5,890          | 0.02%       | 0.02%                 |
| オランダ                     | 12,000         | 0.07%       | 0.05%                 |
| ニュージーランド             | 19,191         | 0.43%       | 0.04%                 |
| ニジェール                   | 3,000          | 0.02%       | 0.01%                 |
| ノルウェー                   | 5,000          | <0.01%      | 0.02%                 |
| パキスタン                   | 50,000         | 0.01%       | 0.08%                 |
| フィリピン                   | 50,000         | 0.1%        | 0.09%                 |
| タイ                         | 70,000         | 0.1%        | 0.29%                 |
| イギリス                     | 432,429        | 0.68%       | 1.8%                  |
| アメリカ                     | 700,000        | 0.08%       | 1.05%                 |
| ザンビア                     | 3,000          | 0.03%       | 0.01%                 |
| 総計                         | 24,000,000     |             |                       |

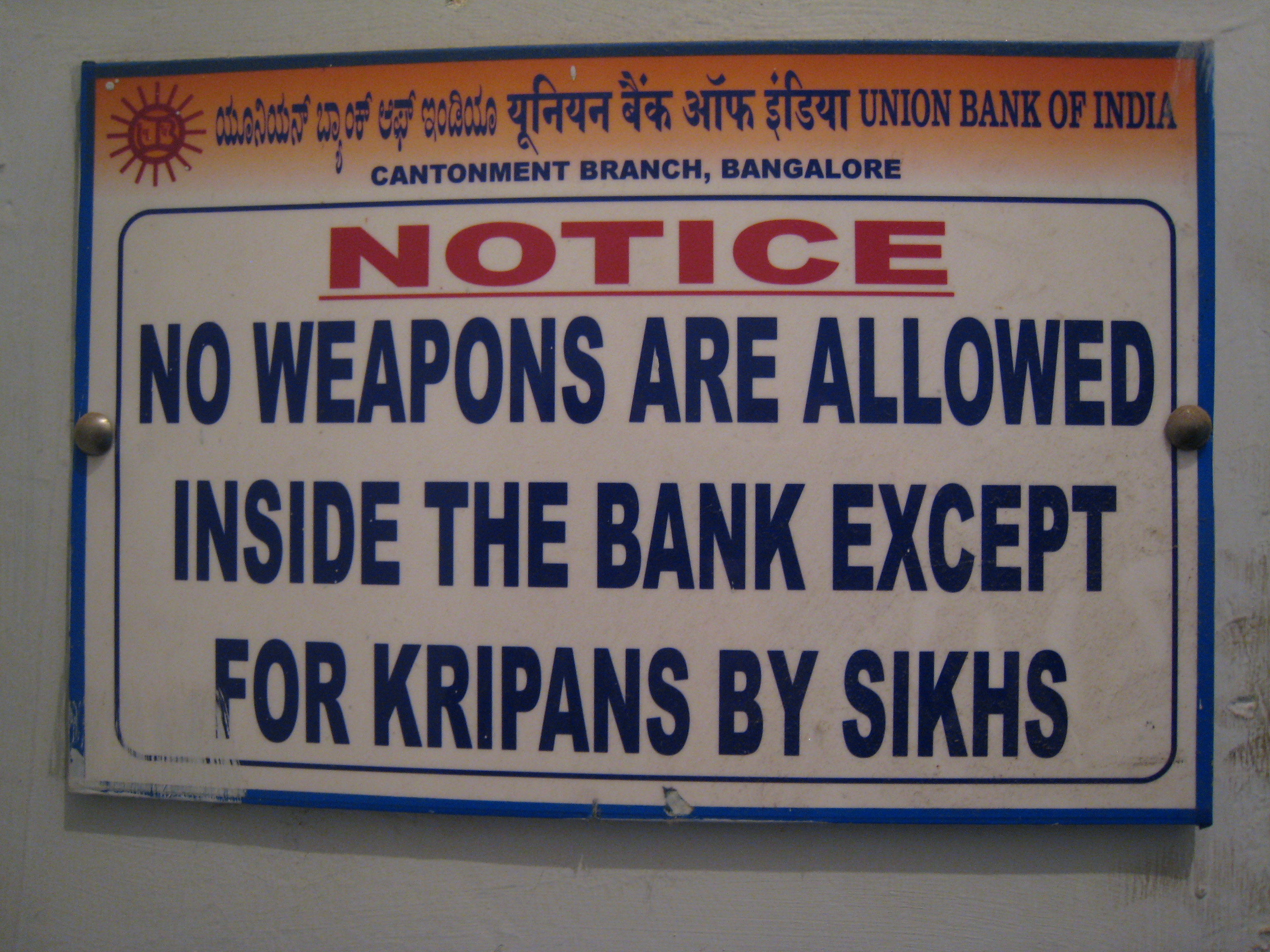
バンガロールの銀行の注意書き。武器の持ち込みを禁止するが、シク教徒の儀礼用短刀であるキルパンは許可する

ヒンドゥー教が生来から帰依するものであるのに対して、シク教は改宗宗教であることから、異教徒やインド人以外に対しても布教が行われる。アメリカにも教徒がいる。
教徒はインド全域に分布しているが、特に総本山ハリマンディルの所在地であるパンジャーブ地方に多い。とくにインドのパンジャーブ州ではインド国内のシク教徒の約4分の3、州人口の59.9%（2001年）を占め、多数派となっている。信徒数は約2400万人、日本には約2000人ほどが居住していると思われる。
インドでは少数派でありながら社会的に影響力のある宗教集団である。ムガル帝国時代に武器を持って戦っていたためともされるが、技術的な事項に強い者が多く、インドのタクシー運転手にはシク教徒が多い。
シク教成立時から裕福で教養があり教育水準の高い層の帰依が多かったことから、イギリス統治時代のインドでは官吏や軍人として登用されるなど社会的に活躍する人材を多く輩出し、職務等で海外に渡航したインド人にターバンを巻いたシク教徒を多く見かける。カールサーという信徒集団に所属しているメンバーは髪の毛と髭を切らず、頭にターバンを着用する習慣がある。そのため髭のあるターバンをつけたインド人男性はシク教徒だとわかる。ターバンの着用はヒンドゥー教徒などでは一般的でないにもかかわらず、世界的にはインド人男性の一般的イメージとなっている（理由はシク教徒を参考)。
女性も髪を切らないのでロングヘアーにしている。現在ではそのようなことをするカールサーのメンバーは減り、半数を割ったとも言われ、それに代わってそのようなことをしないサハジダリーと呼ばれる人が増えている。男性はシン（Singh，IPA: /ˈsɪŋ/＝ライオン）、女性はカウル（王女）という名前を持つ。
政治的にはアカリ・ダルという宗教政党を持つものの、インド国民会議派の支持者も多く、政治的に団結しているわけではない。この州の国民会議派は、マンモハン・シン首相など有力政治家を生んだ。アカリ・ダルはジャナ・サンガ党、およびその後身であるインド人民党と同盟関係にあり、国民会議派とほぼ交互に州政権を握っている。1997年にはアカリ・ダルが勝利して州の政権を奪取し、アカリ・ダル総裁のプラカーシュ・シン・バダルがパンジャーブ州知事に就任したものの、2002年には敗北して国民会議派に政権を譲った。

### 寺院
シク教の寺院はグルドワーラーと呼ばれ、小規模な寺院はダルバールと呼ばれる。
シク教寺院に入るには靴を脱いで頭の上にハンカチをのせて髪の毛を隠さなければならない。これはターバンを巻くカールサーのメンバーへの配慮と思われる。グル・グラント・サーヒブを歌い、1時間程の礼拝の後にカラーパルシャードと呼ばれる砂糖菓子の神前の供物を恭しく食べるが、これは日本で神社・仏壇の供えものを有難く頂戴するのと同種の習慣である。さらにランガルと呼ばれる食事が皆に振舞われる。これは無料で、内容はインド料理（チャパティー、パコラ）である。これはヒンドゥー教徒がカーストが違う者と食事を共にしないことに対する批判である。
日本にあるシク教寺院としては、文京区と神戸市にグル・ナーナク・ダルバールがあり境町にシク教寺院がある。礼拝は毎週日曜日の午前11時半頃より行われ、午後1時頃に昼食が終わる。寺院内ではカールサー派に敬意を表して頭にハンカチをかぶって髪の毛を隠さなければならない。日本人のシク教徒もいる。

## 歴代グル
- 第1代 グル・ナーナク（1469年 - 1539年）
- 第2代 グル・アンガド（1539年 - 1552年）
- 第3代 グル・アマル・ダース（1552年 - 1574年）
- 第4代 グル・ラーム・ダース（1574年 - 1581年）
- 第5代 グル・アルジュン（1581年 - 1606年）
- 第6代 グル・ハルゴービンド（1606年 - 1644年）
- 第7代 グル・ハル・ラーイ（1644年 - 1661年）
- 第8代 グル・ハル・クリシャン（1661年 - 1664年）
- 第9代 グル・テーグ・バハードゥル（1664年 - 1675年）
- 第10代 グル・ゴービンド・シング（1675年 - 1708年）

第10代教祖の4人の息子はムガル帝国との戦争で先に死んだため、遺言により、この後は教典がグルとされた。

## 歴史

### グル・ナーナクの啓示から反ムガル帝国へ
16世紀初めに、初代グル・ナーナクが沐浴中に啓示を受け布教を開始した。ナーナクはパンジャーブにカルタールプルの町を建設して本拠地とし、やがてシク教はパンジャーブを中心に北インド一帯へ広がっていった。当時この地域はムガル帝国領であり、宗教に寛容なアクバルの統治下で繁栄していった。
第3代グル・アマル・ダースは、ナーナクとその後継者アンガドが作った聖歌と自作の聖歌、何人かのバガット(神愛者)の作品を『モーハン・ポーティ』としてまとめた。
1574年には第4代 グル・ラーム・ダースが、パンジャブ中心部にラームダースプル（現在のアムリトサル）を建設し、そこに黄金寺院の建設を開始した。黄金寺院は1604年に第5代グル・アルジュンによって完成され、聖典『アーディ・グラント』が置かれた。アルジュンはまた、信徒に対して生産物の10分の1税を課し、それまで喜捨に頼っていた教団の財政を大幅に強化した。
アクバル死後、ムガル帝国と対立するようになり、1606年にはグル・アルジュンがムガル帝国の弾圧を受け死亡した。このころから迫害と共に教団組織を整備し、反イスラム・反ヒンドゥー色を強める。アルジュンの息子である第6代グル・ハルゴービンドは、歴代グルのもつ宗教的支配権（ピーリー）に加え、全シク教徒に対する世俗的支配権（ミーリー）を持つことを宣言した。その後、ハルゴービンドはジャハーンギール帝によって一時拘束された。
第9代グル・テーグ・バハードゥルは、イスラムへの改宗を拒否したカシミールのバラモングループの助命嘆願をした罪により、デリーで処刑された。これらの事件は、進んで迫害に立ち向かい、弱い者を守り、神に意識を向けるシク教徒の理想像である聖戦士（サンチ・シパーヒー）の概念を象徴したものとして影響を与えた。

### シク教国の建国からシク戦争へ

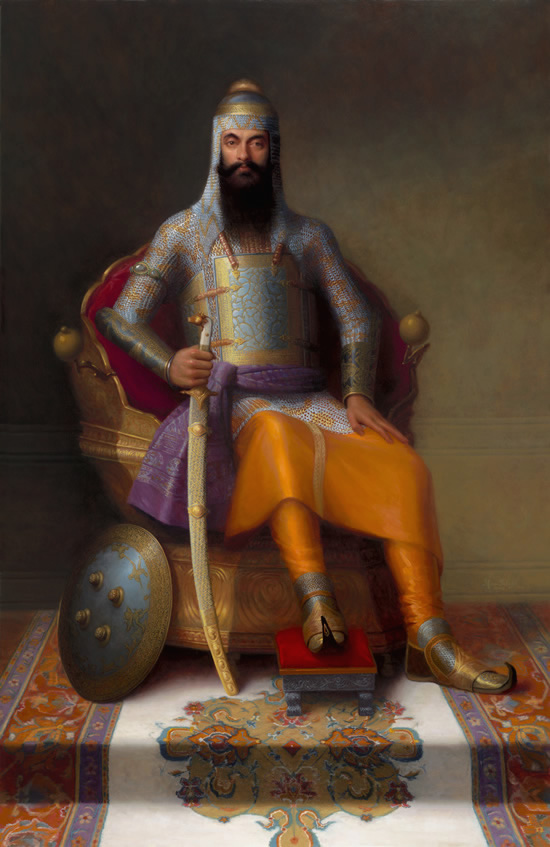
ランジート・シング

17世紀後半には10代目のグル・ゴービンド・シングが教団を改革し、教団内の権力構造を廃止した。また、武装集団であるカールサーを組織した。このころよりシク教団は半独立の姿勢を示すようになり、ムガル帝国の衰退とともに勢力を拡大させた。ゴービンド・シングは1708年に暗殺されるが、彼の死後グルは擁立されず、かわりに聖典『グル・グラント・サーヒブ』が中心的な権威を持つようになった。
ゴービンド・シングの死後、バンダー・シング・バハードゥルがムガル帝国への反乱を起こしたが1716年に処刑された。しかしその後もシク教の勢力は衰えず、ムガル帝国の衰退に伴ってパンジャーブには12のシク教のミスル（軍団）と呼ばれる小国家群が成立し、シク連合体と呼ばれる緩やかな政治連合を形成していた。
18世紀末にはミスルのひとつであるスケルチャキア・ミスル（Sukerchakia Misl）からランジート・シングが現れ、1801年には首都をラホールに定めてシク教国を建国した。ランジート・シングはサトレジ川以西のシク教圏を統一し、パンジャーブのみならずムルターンやカシミールまで勢力を拡大し、全盛期を迎えた。しかし1839年にランジート・シングが死亡すると間もなく後継者争いが勃発して内部は混乱し、また南に勢力を伸ばしてきたイギリスがこの混乱を見て介入を開始した。
1845-46年の第一次シク戦争でシク教国は敗北し、ラホール条約によってカシミールやパンジャブの東半分をイギリスに奪われた。さらにイギリスの支配に反発した民衆は反乱を起こし、1848年には第二次シク戦争が勃発した。この戦争も翌1849年にはシク側の敗北に終わり、全パンジャーブが英領になってシク教国は滅んだ。シク教国の滅亡によってインド亜大陸にイギリス統治に服していない勢力は存在しなくなり、インドは完全にイギリスの植民地となった。

### 英領時代
英領となった後、セポイの乱においてシク教団はインドを植民地支配するイギリス政府に協力。以後、シク教徒は植民地政府からは事実上の中間支配層として扱われ、イギリスとの協調路線をとって繁栄していく事となった。1919年にはそれまでイスラム教徒のみに認められていた分離選挙がシク教徒にも認められ、シク教からの宗派代表選出に道が開かれた。1920年にはシク教の政治団体としてアカリ・ダルが結成された。第一次世界大戦後にヒンドゥー・イスラーム両教の対立が激しくなるとシク教も独立国「カーリスターン」の建国を望み、1940年及び1944年には正式にその要求がなされたものの、当時のパンジャーブ州の人口のうちシク教徒は10%未満にとどまっており、50%以上のムスリムや40%弱を占めるヒンドゥー教徒を無視して建国を行うことは不可能だった。結局1947年のインド・パキスタン分離独立に際し、シク教団はインド帰属を選択したが、これはパンジャーブ州のパキスタン領部分のからのシク教徒の追放を招き、ヒンドゥー教徒とともに多数のシク教徒が難民となってインドへと流入することとなった。また、開祖ナーナクの生まれたナンカーナー・サーヒブや、シク教国の都であったラホールはパキスタンに属することとなった。

### インド独立からパンジャブ州分割
独立したインドはジャワハルラール・ネルーのもと政教分離を国是として掲げた。これはインドが多数の宗教をともかくも共存させる姿勢を取ったことを意味し、少数派たるシク教が迫害されるようなことはなかったが、一方でこれは宗教上の理由での分離運動を認めないことを意味したため、独立国や自治権の拡大を望んだシク教徒の一部とは対立することとなった。また、英領インド時代には認められていたシク教徒への分離選挙も、1950年に施行されたインド憲法において撤廃された。
パキスタンから流入した大量のシク教徒難民は、主にこの地方から流出したムスリムが放棄した農地へと再定住が行われた。この結果、特にパンジャーブ州西部においてシク教徒の割合を急増させることとなり、同州におけるシク教徒の割合は35%にまで上昇した。これを受けて宗教政党のアカリ・ダルはインド全土に広がっていた言語州要求運動に加わり、パンジャブ語話者が多数を占める新州の設立運動を1951年に開始したが、インド政府はこれをシク教新州の設立運動とみなして警戒し、1956年に言語州への再編が行われたときもパンジャブの州再編は行われなかった。この言語州運動は1966年にようやく結実し、旧パンジャーブ州はヒンディー語話者・ヒンドゥー教徒が多数を占める東部のハリヤーナー州と、パンジャブ語話者・シク教徒が過半を占める西部の新パンジャブ州へと分割された。

### 黄金寺院事件
パンジャブ州分割後、アカリ・ダルはヒンドゥー至上主義のインド大衆連盟（ジャナ・サンガ）と連立して1967年に州政権を奪取したが、1971年には国民会議派に敗れ下野した。1977年には再びこの連立が州の与党となり、彼らはハリヤーナー州と共用していた州都チャンディーガルのパンジャブ州編入や水利権などの要求を中央政府に行った。しかしこの交渉が難航するなか、1970年代後半には急進派宗教指導者であるジャルネイル・シン・ビンドランワレが台頭して、シクの分離主義が急速に強まった。1980年代に入るとシク急進派は反対派に対するテロを頻発させるようになり、パンジャブの治安が悪化。これに対しインド政府は1983年10月にパンジャブ州を州政府から大統領直接統治下に移したが情勢は好転しなかったため、1984年にはシク教徒の聖地・黄金寺院にたてこもるビンドランワレと過激派を排除するためインド政府軍を投入してブルースター作戦（黄金寺院事件）を起こし、6月6日にビンドランワレを殺害した。
この事件はシク教徒の強い反発を招き、1984年10月31日にはシク教徒の警護警官により、インディラ・ガンディー首相が暗殺された。さらにこの暗殺はヒンドゥー教徒側を激怒させ、インド各地でシク教徒への迫害が行われた。その後もテロの連鎖は続き、1985年6月23日にはシク教徒によるインド航空182便爆破事件が起こった。ラジーヴ・ガンディー首相は同年7月にアカリ・ダルと合意を行って直接統治を解除し、9月には再びアカリ・ダルの州政府が誕生したがテロの連鎖は続き、1987年には再度州の自治権が取り上げられて大統領直接統治下に戻った。1992年に直接統治は解除されたものの、選出された州首相は暗殺された。しかしこのころを最後に急進派のテロは沈静化し、パンジャブ州の治安は回復に向かった。パンジャーブ警察の署長の指示により過激派は全員射殺された。

### 平和の回復

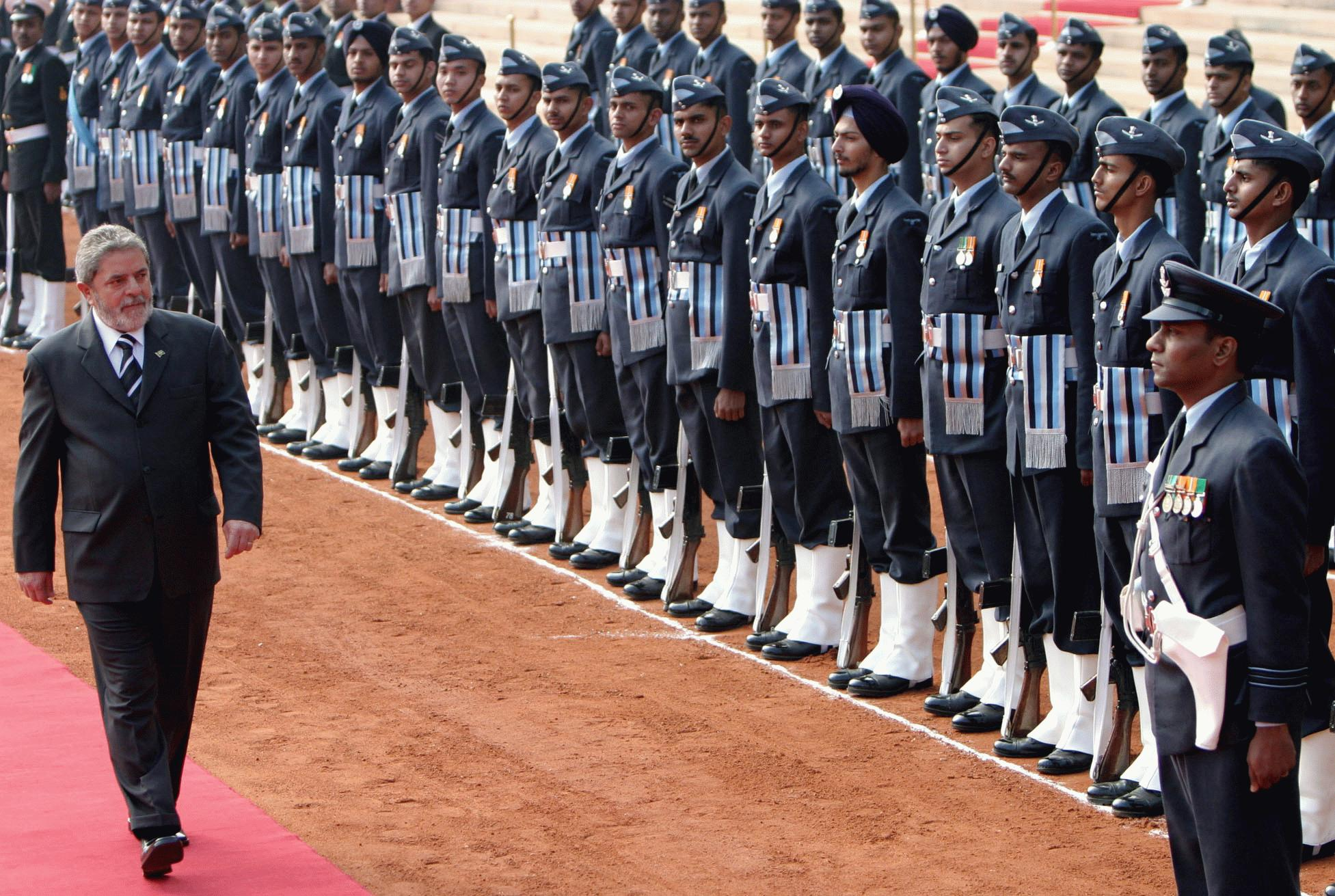
インド空軍の栄誉礼。シク教徒はターバンを着用している。

1997年にはアカリ・ダルがパンジャーブ州の政権を獲得したが、2002年には国民会議派に敗れ下野した。
2018年11月28日、パキスタン政府はシク教徒の巡礼用に、同国中部のパンジャブ州ナロワルとインド国境を結ぶ約4キロメートルの「カルタールプル回廊」の建設工事を開始した
。ナーナクが没した地とされる寺院へインドから行けるようにするためであるが、着工式典でパキスタン陸軍参謀長がインドからの独立を目指すシク教活動家と握手する映像がテレビ中継されたことから、インド陸軍やインドのメディアがパキスタンを批判した。
今まではインド国境から約4㎞の寺に行くのにインドのシク教徒はビザを取り寺から約70㎞離れた国境の検問所を通るか空路で近郊都市から入るしかなかったが、回廊が出来ビザ無しで巡礼できるようになった。
インド軍では通常の制帽の他、シク教徒の兵士用として「制式ターバン」が設定されている。

## 著名人
- マンモハン・シン（インドの首相）
- パーミンダ・ナーグラ（イギリスの女優）
- チャダ（インドの演歌歌手、音響機器会社の社長）
- タイガー・ジェット・シン（プロレスラー）
- マダンジート・シン（外交官、芸術家）
- ダレル・メヘンディ（歌手）
- ミルカ・シン（陸上競技選手）